# Глущенко, Владислав Валериевич
Владислав Валериевич Глущенко (укр. Владислав Валерійович Глущенко; род. 17 июля 1984, Николаев) — украинский акробат; мастер спорта Украины (2000), мастер спорта Украины международного класса (2002), Заслуженный мастер спорта Украины (2005).

## Биография
Родился 17 июля 1984 года в городе Николаеве Украинской ССР.
Начал заниматься акробатикой с 13 лет. Выступал в четвёрке акробатов с Андреем Перуновым, Александром Бондаренко и Андреем Бондаренко за николаевскую СДЮШОР № 1. Тренировался у заслуженных тренеров Украины В. И. Бердника, А. В. Бердника и тренера А. В. Хвисюк.
Чемпион Европы среди юниоров (2002), серебряный призер чемпионата мира среди юниоров (2002), серебряный призёр чемпионата мира и Европы (2003 и 2004), обладатель Кубка мира (2005), чемпион VII Всемирных игр (2005).
В 2006 году окончил Николаевский национальный университет имени В. А. Сухомлинского.
Был награжден орденом за заслуги III степени (2005) и грамотой Верховной Рады Украины. В этом же году был удостоен звания «Горожанин года» в номинации «Физкультура и спорт».